# SEB Venture Capital
SEB Venture Capital är ett svenskt investmentbolag och den del av SEB som är verksam inom segmentet venturekapital. 
SEB Venture Capital är en självständig enhet inom SEB med en egen styrelse. Ett nätverk med representanter från såväl industri och tjänstesektor som institutioner inom universitet, högskola och forskning är knutet till verksamheten. Sedan starten 1995 har SEB Venture Capital gjort över 100 investeringar och närmare 70 företagsförsäljningar. Idag finns drygt 30 bolag i portföljen.

## Investeringar i urval
- Tink[3]